# Gypsophila sericea
Gypsophila sericea là loài thực vật có hoa thuộc họ Cẩm chướng. Loài này được (Ser.) Krylov mô tả khoa học đầu tiên năm 1931.